# Spaulding (Illinois)
Spaulding es una villa ubicada en el condado de Sangamon en el estado estadounidense de Illinois. En el Censo de 2010 tenía una población de 873 habitantes y una densidad poblacional de 426,13 personas por km².

## Geografía
Spaulding se encuentra ubicada en las coordenadas 39°51′58″N 89°32′45″O / 39.86611, -89.54583. Según la Oficina del Censo de los Estados Unidos, Spaulding tiene una superficie total de 2.05 km², de la cual 2.04 km² corresponden a tierra firme y (0.25%) 0.01 km² es agua.

## Demografía
Según el censo de 2010, había 873 personas residiendo en Spaulding. La densidad de población era de 426,13 hab./km². De los 873 habitantes, Spaulding estaba compuesto por el 97.94% blancos, el 0.46% eran afroamericanos, el 0% eran amerindios, el 0.57% eran asiáticos, el 0% eran isleños del Pacífico, el 0.46% eran de otras razas y el 0.57% pertenecían a dos o más razas. Del total de la población el 1.26% eran hispanos o latinos de cualquier raza.